# Popis epizoda Obitelji Soprano
Popis epizoda Obitelji Soprano, američke televizijske dramske serije autora Davida Chasea, koja se originalno emitirala na kabelskoj mreži HBO u Sjedinjenim Državama od 10. siječnja 1999. do 10. lipnja 2007. 
Serija se sastoji od ukupno 86 epizoda i šest sezona. Prvih pet sezona sastoji se od trinaest epizoda; šesta se sezona sastoji od 21 epizode. HBO je emitirao šestu sezonu u dva dijela: prvi se dio emitirao od ožujka do lipnja 2006., a uključivao je 12 epizoda; drugi se dio emitirao od travnja do lipnja 2007., a uključivao je devet epizoda. HBO je i svaku pojedinu sezonu objavio na posebnim DVD box-setovima, pretvorivši drugi dio u kratku sedmu sezonu, iako je kao takvu ne smatraju ni autori serije ni HBO. Svih šest sezona dostupno je na DVD-u u DVD regijama 1, 2, 3 i 4.
Za razliku od većine mreža i kabelskih postaja, HBO-ove televizijske serije uzimaju četveromjesečnu stanku između sezona. Obitelj Soprano uzimala je duže stanke između sezona. Primjerice, četvrta se sezona počela prikazivati 16 mjeseci nakon završetka treće sezone, dok se šesta sezona vratila gotovo dvije godine nakon završetka pete.

## Pregled serije
| Sezona | Sezona     | Epizoda | Originalno emitirano | Originalno emitirano | DVD izdanje         | DVD izdanje        | DVD izdanje |
| Sezona | Sezona     | Epizoda | Premijera sezone     | Završnica sezone     | Regija 1            | Regija 2           | Diskovi     |
| ------ | ---------- | ------- | -------------------- | -------------------- | ------------------- | ------------------ | ----------- |
|        | 1          | 13      | 10. siječnja 1999.   | 4. travnja 1999.     | 12. prosinca 2000.  | 24. studenog 2003. | 4           |
|        | 2          | 13      | 16. siječnja 2000.   | 9. travnja 2000.     | 6. studenog 2001.   | 24. studenog 2003. | 4           |
|        | 3          | 13      | 4. ožujka 2001.      | 20. svibnja 2001.    | 27. kolovoza 2002.  | 24. studenog 2003. | 4           |
|        | 4          | 13      | 15. rujna 2002.      | 8. prosinca 2002.    | 28. listopada 2003. | 3. studenog 2003.  | 4           |
|        | 5          | 13      | 7. ožujka 2004.      | 6. lipnja 2004.      | 7. lipnja 2005.     | 20. lipnja 2005.   | 4           |
|        | 6 (1. dio) | 12      | 12. ožujka 2006.     | 4. lipnja 2006.      | 7. studenog 2006.   | 27. studenog 2006. | 4           |
|        | 6 (2. dio) | 9       | 8. travnja 2007.     | 10. lipnja 2007.     | 23. listopada 2007. | 19. studenog 2007. | 4           |

## Sezone

### Sezona 1: 1999.
| # | Naslov                               | Redatelj               | Scenarist(i)                                  | Originalno emitiranje |
| --- | ------------------------------------ | ---------------------- | --------------------------------------------- | --------------------- |
| 1-01 (1) | "Pilot"                              | David Chase            | David Chase                                   | 10. siječnja 1999.    |
| Anthony Soprano, kapetan u zločinačkoj obitelji DiMeo, počinje terapiju s dr. Jennifer Melfi nakon što je pretrpio napade panike. Njegova majka, Livia, odbija se preseliti u starački dom. Tonyjev Stric Junior želi iskorisiti restoran Tonyjeva prijatelja kao lokaciju za ubojstvo, ali Tony to sprječava dignuvši restoran u zrak. Christopher Moltisanti, Tonyjev nećak, ubija predstavnika češke mafije koji je pokušavao ući u obiteljsku tvrtku za gospodarenje otpadom. |                                      |                        |                                               |                       |
| 1-02 (2) | "46 Long"                            | Dan Attias             | David Chase                                   | 17. siječnja 1999.    |
| Christopher i Brendan Filone počnu otimati kamione. Nakon što otkriju kako vlasnik kamiona Junioru plaća za zaštitu, njihova ovisnost o drogi ih spriječi da ispoštuju Juniorovu naredbu da prestanu. Carmela zamoli od Tonyja uslugu koja uključuje ukradeni automobil A.J.-eve profesorice. Nakon još jedne nesreće, Tony prisili Liviju da se protiv svoje volje preseli u starački dom.                                                                                       |                                      |                        |                                               |                       |
| 1-03 (3) | "Denial, Anger, Acceptance"          | Nick Gomez             | Mark Saraceni                                 | 24. siječnja 1999.    |
| Sopranovi angažiraju Buccove da spreme večernju zabavu. Tonyjeva kćer, Meadow, upita Christophera i Brendana za speed kako bi ostala budna tijekom priprema za završne ispite. Tony dobiva zadatak osiguranja razvoda kćeri ortodoksnog Židova. Junior se osvećuje Christopheru i Brendanu zbog otmice kamiona. |                                      |                        |                                               |                       |
| 1-04 (4) | "Meadowlands"                        | John Patterson         | Jason Cahill                                  | 31. siječnja 1999.    |
| Tony angažira svog prijatelja detektiva Vina Makaziana da slijedi dr. Melfi nakon što mu se ona pojavi u snovima. Christopher poziva na osvetu Junioru i Mikeyju Palmiceu zbog Brendanove smrti. Javlja se pitanje tko će biti nasljednik Jackieja Aprilea. |                                      |                        |                                               |                       |
| 1-05 (5) | "College"                            | Allen Coulter          | James Manos, Jr. i David Chase                | 7. veljače 1999.      |
| Tony i Meadow putuju u Maine kako bi posjetili koledže, a tijekom puta razgovaraju o prirodi Toyjeva "posla". Carmela se bori s gripom, a nakon otkrića kako je Tonyjev terapeut žena, potraži utjehu od oca Phila Intintole. Tony naleti na starog suradnika koji se pridružio programu zaštite svjedoka pa ga počne slijediti iz "poslovnih" razloga. |                                      |                        |                                               |                       |
| 1-06 (6) | "Pax Soprana"                        | Alan Taylor            | Frank Renzulli                                | 14. veljače 1999.     |
| Stric Junior imenovan je za šefa obitelji DiMeo. Tony uspijeva nagovoriti Juniora da bude nešto popustljiviji prema bliskom židovskom prijatelju. Slavljenička večera u povodu Carmeline i Tonyjeve 18. godišnjice braka pretvara se u mučnu scenu. Prozac koji je dr. Melfi propisala za Tonyja počne uzimati danak na njegov libido, iako ga česti snovi o njoj nagnaju na nove osjećaje.                                                                                       |                                      |                        |                                               |                       |
| 1-07 (7) | "Down Neck"                          | Lorraine Senna Ferrara | Robin Green & Mitchell Burgess                | 21. veljače 1999.     |
| A.J. i njegovi prijatelji ukradu misno vino i dolaze pijani na nastavu. Tony to ne uzima previše ozbiljno, sve dok ga školski psiholog ne obavjesti da mu sin ima ADHD. Tony se na terapiji prisjeća svojih psina iz djetinjstva. A.J. dobiva kaznu u obliku trotjednog neizlaženja i svakodnevnog posjećivanja svoje bake Livije. |                                      |                        |                                               |                       |
| 1-08 (8) | "The Legend of Tennessee Moltisanti" | Tim Van Patten         | Frank Renzulli i David Chase                  | 28. veljače 1999.     |
| Zločinačka obitelj Lupertazzi počne djelovati iz sjene kako bi izbjegla potencijalne optužbe FBI-a. Tony i njegova ekipa, iako bez Christophera, bivaju imenovani kao mogući optuženici u nadolazećoj istrazi. Christopher je u depresiji zbog svog isključenja; ima noćne more i neuspješno pokušava skrenuti pozornost pišući scenarij. Livia saznaje za novosti koje je šokiraju i proslijedi ih Junioru.                                                                      |                                      |                        |                                               |                       |
| 1-09 (9) | "Boca"                               | Andy Wolk              | Jason Cahill i Robin Green & Mitchell Burgess | 7. ožujka 1999.       |
| Roditelji ostaju šokirani nakon što uspješni srednjoškolski trener počini užasan zločin. Do Tonyja dopiru glasine o Juniorovim seksualnim tajnama. Junior ostaje ponižen nakon što Tony aludira na njih i Robertu "Bobbi" Sanfillipo. |                                      |                        |                                               |                       |
| 1-10 (10) | "A Hit Is a Hit"                     | Matthew Penn           | Joe Bosso i Frank Renzulli                    | 14. ožujka 1999.      |
| Nakon sugestija dr. Melfi i Carmele, Tony se pokuša ponašati društvenije tako što će saznati nešto više o svojim susjedima. Christopher i njegova djevojka Adriana La Cerva sprijateljuju se s rap mogulom Massive Geniusom. Christopher pristane producirati demoalbum za Adrianin sastav, iako je jedan član njezin bivši dečko. Massive Genius zaprijeti tužbom Heshu zbog navodno ukradenih glazbenih tantijema.                                                              |                                      |                        |                                               |                       |
| 1-11 (11) | "Nobody Knows Anything"              | Henry J. Bronchtein    | Frank Renzulli                                | 21. ožujka 1999.      |
| Dojava Vina Makaziana nagna Tonyja da donese jednu od svojih najtežih odluka koja se odnosi na jednog od njegovih najpouzdanijih prijatelja. Tony Paulieju Walnutsu povjerava zadatak da pripazi na situaciju. Junior, Mikey i Chucky Signore, nakon savjetovanja s Liviom, urote se kako bi se konsolidirali na vrhu. |                                      |                        |                                               |                       |
| 1-12 (12) | "Isabella"                           | Allen Coulter          | Robin Green & Mitchell Burgess                | 28. ožujka 1999.      |
| Unatoč Prozacu i litiju koje mu je propisala dr. Melfi, Tony zapada u kroničnu depresiju. Halucinira susret s Isabellom, prelijepom talijanskom studenticom na razmjeni koja odsjeda kod njegovih susjeda Cusamanovih, što mu nakratko podiže raspoloženje. Juniorov plan je pokrenut. FBI posjećuje Sopranove. |                                      |                        |                                               |                       |
| 1-13 (13) | "I Dream of Jeannie Cusamano"        | John Patterson         | David Chase                                   | 4. travnja 1999.      |
| Junior se složi s Tonyjem u pogledu situacije s Jimmyjem Altierijem. Tony saznaje za urotu njegove majke i strica. Upozorava dr. Melfi da bi joj se život mogao naći u opasnosti. Christopher, Paulie i Silvio Dante sređuju obiteljski posao. Tonyjev prijatelj Artie Bucco ponovno otvara restoran. |                                      |                        |                                               |                       |

### Sezona 2: 2000.
| # | Naslov                                      | Redatelj            | Scenarist(i)                                    | Originalno emitiranje |
| --- | ------------------------------------------- | ------------------- | ----------------------------------------------- | --------------------- |
| 2-01 (14) | "Guy Walks Into a Psychiatrist's Office..." | Allen Coulter       | Jason Cahill                                    | 16. siječnja 2000.    |
| Nekoliko mjeseci nakon događaja iz završnice prve sezone, Tony je preuzeo kontrolu nad obitelji DiMeo. Vraća se Pussy koji je bio netragom nestao. Junior je u zatvoru, a Livia se opravlja od moždanog udara. Dr. Melfi na Tonyjev zahtjev radi u tajnosti. Stiže Tonyjeva sestra Janice i odsjedne u njegovoj kući.      |                                             |                     |                                                 |                       |
| 2-02 (15) | "Do Not Resuscitate"                        | Martin Bruestle     | Robin Green & Mitchell Burgess i Frank Renzulli | 23. siječnja 2000.    |
| Tony pokušava smiriti štrajk građevinaca koji uključuje bivši posjed Strica Juniora. Juniorov odvjetnik uspijeva ga izvući iz zatvora, iako ostaje u kućnom pritvoru. Otkriva se Pussyjeva tajna. Janice i Tony razgovaraju o mogućnosti naredbe za neoživljavanje njihove majke Livije.                                   |                                             |                     |                                                 |                       |
| 2-03 (16) | "Toodle Fucking-Oo"                         | Lee Tamahori        | Frank Renzulli                                  | 30. siječnja 2000.    |
| Nakon služenja 10-godišnje kazne, Richie Aprile, brat pokojnog Jackieja Aprilea, pušten je iz zatvora i ponovno ulazi u obiteljski posao. Njegovo nerazumijevanje novih okolnosti stvara tenziju između njega i Tonyja. Meadow uništava bakinu kuću, a njezina kasnija kazna izaziva veliku svađu između Carmele i Janice. |                                             |                     |                                                 |                       |
| 2-04 (17) | "Commendatori"                              | Tim Van Patten      | David Chase                                     | 6. veljače 2000.      |
| Tony, Paulie i Christopher odlaze na poslovni put u Italiju. Dok joj je muž odsutan, Carmela razmišlja o prirodi njihova braka. U Italiji, Tony sklapa posao sa svojom ženskom verzijom. Angie Bonpensiero se povjerava Carmeli kako se želi razvesti od Pussyja.                                                          |                                             |                     |                                                 |                       |
| 2-05 (18) | "Big Girls Don't Cry"                       | Tim Van Patten      | Terence Winter                                  | 13. veljače 2000.     |
| Kao dio Tonyjeva dogovora, u SAD stiže napuljski mafijaš Furio Giunta kao najnoviji dodatak Tonyjevoj ekipi. Christopher počinje pohađati tečaj "Gluma za scenariste". Pussy pokaže otvoreno neprijateljstvo prema pridošlici. Dr. Melfi odlučuje nastaviti terapiju s Tonyjem.                                            |                                             |                     |                                                 |                       |
| 2-06 (19) | "The Happy Wanderer"                        | John Patterson      | Frank Renzulli                                  | 20. veljače 2000.     |
| Tony s dr. Melfi razgovara o ljudima koji ga čine "jadnim". Sean Gismonte i Matthew Bevilaqua počnu organizirati pokerske partije na visoke uloge nazvane "Executive Game" (na kojima se pojavljuje i Frank Sinatra Jr.). Tonyjev školski prijatelj želi sudjelovati. Janice pokuša izmanipulirati Richieja.               |                                             |                     |                                                 |                       |
| 2-07 (20) | "D-Girl"                                    | Allen Coulter       | Todd A. Kessler                                 | 27. veljače 2000.     |
| A.J. povrijedi autoritet svojih roditelja rekavši im kako ne želi primiti krizmu kao katolik. U Christopheru oživi želja za filmskom produkcijom. Pussyja tjeraju da nosi mikrofon. Tony prisili A.J.-a na krizmu, a saznavši za Christopherov glumački tečaj, postavlja mu ultimatum.                                     |                                             |                     |                                                 |                       |
| 2-08 (21) | "Full Leather Jacket"                       | Allen Coulter       | Robin Green & Mitchell Burgess                  | 5. ožujka 2000.       |
| Prije predavanja Meadowinih zahtjeva za koledže, Carmela pokuša dobiti uslugu od sestre Jeannie Cusamano, bivše studentice Georgetowna. Richie pokuša steći Tonyjevo poštovanje. Matthew i Sean smisle na neuspjeh osuđen plan kako bi stekli poštovanje. Christopherov život je ozbiljno ugrožen.                         |                                             |                     |                                                 |                       |
| 2-09 (22) | "From Where to Eternity"                    | Henry J. Bronchtein | Michael Imperioli                               | 12. ožujka 2000.      |
| Christopher tvrdi kako je svjedočio predskazanju života nakon smrti. Paulieja muči pomisao kako ga progone oni koje je ubio. Tony traži osvetu te povede Pussyja na vožnju. Dr. Melfi muči odvratnost koju osjeća za Tonyjev "posao".                                                                                      |                                             |                     |                                                 |                       |
| 2-10 (23) | "Bust Out"                                  | John Patterson      | Frank Renzulli i Robin Green & Mitchell Burgess | 19. ožujka 2000.      |
| Tony počne paničariti nakon što sazna za svjedoka velikog zločina. Pussy daje FBI-u lažne informacije. Richie, poduprt od strane manipulativne Janice, pokuša dobiti podršku Strica Juniora da pronađe način kako se domoći Tonyja. Carmela proživi čudan trenutak sa šurjakom Davida Scatina.                             |                                             |                     |                                                 |                       |
| 2-11 (24) | "House Arrest"                              | Tim Van Patten      | Terence Winter                                  | 26. ožujka 2000.      |
| Na zahtjev svog odvjetnika, Tony provodi vrijeme u svojoj legitimnoj tvrtki za gospodarenje otpadom. Richie i Junior ulaze u posao krijumčarenja kokaina. Tonyjevo zdravlje se pogoršava, kao i zdravlje dr. Melfi. Junior se u kućnom pritvoru pomiri sa svojom starom djevojkom.                                         |                                             |                     |                                                 |                       |
| 2-12 (25) | "The Knight in White Satin Armor"           | Allen Coulter       | Robin Green & Mitchell Burgess                  | 2. travnja 2000.      |
| Richie nastavlja sa svojom neposlušnošću prema Tonyju, iako je zaručen za Janice. Nakon što Tony pokuša prekinuti vezu sa svojom ljubavnicom Irinom Peltsin, ona pokuša izvršiti samoubojstvo. Manja kućna svađa preraste u nasilje, ali za Tonyja riješava sve probleme s Richiejem i Janice.                             |                                             |                     |                                                 |                       |
| 2-13 (26) | "Funhouse"                                  | John Patterson      | David Chase i Todd A. Kessler                   | 9. travnja 2000.      |
| Tony se dan prije Meadowine mature otruje hranom; pokušavajući se oporaviti, snovi ga nagnaju na stare sumnje o starom prijatelju. FBI se pojavi s nalogom za pretragu i uhiti Tonyja. |                                             |                     |                                                 |                       |

### Sezona 3: 2001.
| # | Naslov                                 | Redatelj            | Scenarist(i) | Originalno emitiranje |
| --- | -------------------------------------- | ------------------- | --- | --------------------- |
| 3-01 (27) | "Mr. Ruggerio's Neighborhood"          | Allen Coulter       | David Chase | 25. veljače 2001.     |
| Meadow počinje pohađati Sveučilište Columbia, A.J. nastavlja ignorirati autoritet, a Carmela počinje ići na tečajeve tenisa. FBI stavlja rezidenciju Sopranovih pod nadzor, ali im se planovi poremete nakon što se u kući jave vodoinstalaterski problemi. Patsy Parisi u glavi proživljava osvetu za svog brata.                                            |                                        |                     | |                       |
| 3-02 (28) | "Proshai, Livushka"                    | Tim Van Patten      | David Chase | 4. ožujka 2001.       |
| Nakon što sazna kako je Meadowin dečko Noah Tannenbaum tamnoputi Židov, Tony proživi još jedan napad panike. FBI želi da Livia svjedoči protiv sina, ali ona ubrzo umire. Janice se vraća iz Seattlea kako bi isplanirala pogreb i zatražila nasljeđe. |                                        |                     | |                       |
| 3-03 (29) | "Fortunate Son"                        | Henry J. Bronchtein | Todd A. Kessler | 11. ožujka 2001.      |
| Tony ostvari veliki napredak s dr. Melfi pokušavajući utvrditi što pokreće njegove napade panike. Christopher postaje član mafije, iako zabrlja svoj prvi zadatak. A.J. se istakne u školskoj momčadi američkog nogometa, ali se neočekivano sruši na treningu nakon što postane kapetan obrane.                                                              |                                        |                     | |                       |
| 3-04 (30) | "Employee of the Month"                | John Patterson      | Robin Green & Mitchell Burgess | 18. ožujka 2001.      |
| Dr. Melfi predloži da Tony dovede Carmelu na svoju terapiju radi nove perspektive njegova napretka. Suprotno Tonyjevim naredbama, Ralph Cifaretto počne predstavljati Jackieju Aprileu, Jr. članove obiteljskog posla. Dr. Melfi se dvoumi hoće li pitati Tonyja za uslugu.                                                                                   |                                        |                     | |                       |
| 3-05 (31) | "Another Toothpick"                    | Jack Bender         | Terence Winter | 25. ožujka 2001.      |
| Tonyjeva i Carmelina terapija s dr. Melfi kreće krivim smjerom. Bobby Bacala, Sr. vraća se iz mirovine kako bi izravnao račune sa Salvatoreom "Mustang Sallyjem" Intileom. Stric Junior povjeri Tonyju kako mu je dijagnosticiran rak. Meadowin odnos s ocem daleko je od savršenog, ali ona mu nesvjesno učini veliku uslugu.                                |                                        |                     | |                       |
| 3-06 (32) | "University"                           | Allen Coulter       | Razrada: Terence Winter i Salvatore J. Stabile; Priča: David Chase & Terence Winter & Todd A. Kessler i Robin Green & Mitchell Burgess | 1. travnja 2001.      |
| Plesačica iz Bada Binga spetljana s Ralphom neočekivano se požali Tonyju. Meadowin društveni život na koledžu iznenada kreće nagore. Ralphov odnos s plesačicom iz Bada Binga prerasta u nasilje, nakon čega se umiješa i Tony. |                                        |                     | |                       |
| 3-07 (33) | "Second Opinion"                       | Tim Van Patten      | Lawrence Konner | 8. travnja 2001.      |
| Stric Junior preživljava operaciju uklanjanja raka želuca. Stalno posuđivanje novca Pussyjeve udovice (iako to ona ne zna) od Tonyja njega dovodi u iskušenje. Carmela razmišlja o velikoj donaciji Sveučilištu Columbia. Carmela od preporučenog kolege dr. Melfi dobiva zaprepašćujući savjet. Tony se zabrine za kvalitetu Juniorova medicinskog tretmana. |                                        |                     | |                       |
| 3-08 (34) | "He Is Risen"                          | Allen Coulter       | Robin Green & Mitchell Burgess i Todd A. Kessler                                                                                       | 15. travnja 2001.     |
| Iako Ralph osjeća kako mu duguje ispriku, Tony mu umjesto toga zabrani pristup Bada Bingu. Meadow počinje ozbiljnu vezu s Jackiejem Jr. Tony razmišlja o kupnji novog auta. Nakon još jednog velikog neiskazivanja poštovanja, Tony ne pozove Ralpha i Rosalie Aprile na njihovu večeru za Dan zahvalnosti.                                                   |                                        |                     | |                       |
| 3-09 (35) | "The Telltale Moozadell"               | Dan Attias          | Michael Imperioli | 22. travnja 2001.     |
| Iako su Tony i Rosalie oduševljeni, Carmela osjeća rezerviranost prema vezi između Meadow i Jackieja Jr. Tonyjeva posljednja izvanbračna pustolovina iznenada se zakuha. Na Carmelin rođendan, A.J. i prijatelji vandaliziraju školsko vlasništvo, nakon čega on biva suspendiran. Christopher preuzima vlasništvo nad noćnim klubom i poklanja ga Adriani.   |                                        |                     | |                       |
| 3-10 (36) | "...To Save Us All from Satan's Power" | Jack Bender         | Robin Green & Mitchell Burgess | 29. travnja 2001.     |
| Približava se Božić, a Janice se ponudi da pripremi večeru. Tony naleti na stari kostim Djeda Mraza, što izaziva sjećanja na Božić 1995. Bobby Bacala dobiva zadatak da glumi Djeda Mraza na godišnjoj zabavi u Satriale'su. Jackie Jr. skreće na krivi put, a Tony ga pokuša ispraviti.                                                                      |                                        |                     | |                       |
| 3-11 (37) | "Pine Barrens"                         | Steve Buscemi       | Razrada: Terence Winter; Priča: Tim Van Patten & Terence Winter                                                                        | 6. svibnja 2001.      |
| Standardno ubiranje novca pođe krivim smjerom za Paulieja i Christophera pa tako završe u snježnom predjelu Pine Barrensa u Južnom Jerseyju. Tonyjev odnos s Gloriom Trillo počinje se hladiti, kao i onaj između Meadow i Jackieja Jr. |                                        |                     | |                       |
| 3-12 (38) | "Amour Fou"                            | Tim Van Patten      | Razrada: Frank Renzulli; Priča: David Chase                                                                                            | 13. svibnja 2001.     |
| Tony zatraži savjet od dr. Melfi o vezi s Gloriom. Susreću se Carmela i Gloria. Kako je Meadow stvar prošlosti, Jackie Jr. i prijatelji odluče steći poštovanje pljačkom pokeraške partije. |                                        |                     | |                       |
| 3-13 (39) | "Army of One"                          | John Patterson      | David Chase & Lawrence Konner | 20. svibnja 2001.     |
| Tony povjerava Ralphu odgovornost odluke o sudbini Jackieja Jr. A.J. je izbačen iz škole, a njegovi se roditelji ne slažu oko toga poslati ga u vojnu školu ili ne. Prije bilo kakve odluke, otkriva se kako je A.J. od oca naslijedio jedinstveno obilježje. Adriana upoznaje novu prijateljicu sa skrivenim namjerama.                                      |                                        |                     | |                       |

### Sezona 4: 2002.
| # | Naslov                             | Redatelj            | Scenarist(i) | Originalno emitiranje |
| --- | ---------------------------------- | ------------------- | --- | --------------------- |
| 4-01 (40) | "For All Debts Public and Private" | Allen Coulter       | David Chase | 15. rujna 2002.       |
| Budući da su se nagomilali pravni računi, Tony pruža novčanu pomoć Stricu Junioru. Carmela želi znati nešto više o obiteljskim financijama, iako je to iz Tonyjeve perspektive privilegirana informacija. Christopher dobiva informacije o čovjeku koji je vjerojatno ubio njegova oca Dickieja Moltisantija. Adriana nastavlja svoje "prijateljstvo" s agenticom FBI-a na tajnom zadatku. |                                    |                     | |                       |
| 4-02 (41) | "No Show"                          | John Patterson      | Terence Winter i David Chase | 22. rujna 2002.       |
| Javlja se nezadovoljstvo nakon što Christopher postane izvršni kapetan Pauliejeve ekipe. Meadow pada u depresiju, najavivši kako će odustati od škole i otići na putovanje u Europu. Adriana saznaje istinu o svojoj novoj prijateljici Danielle. Tony se zabrine nakon što se Janice i Ralph upuste u ozbiljnu vezu.                                                                      |                                    |                     | |                       |
| 4-03 (42) | "Christopher"                      | Tim Van Patten      | Razrada: Michael Imperioli; Priča: Michael Imperioli i Maria Laurino                                                                         | 29. rujna 2002.       |
| Nakon komplikacije u postupku SAD-a protiv Corrada Johna Soprana (Strica Juniora), u pitanje dolazi šesnaest godina istrage. Silvio, iznimno ponosan na svoju baštinu, istupi protiv prosvjeda Indijanaca u povodu parade na Kolumbov dan. Bobby Bacala ostaje bogalj. Ralphova opća popularnost počinje opadati.                                                                          |                                    |                     | |                       |
| 4-04 (43) | "The Weight"                       | Jack Bender         | Terence Winter | 6. listopada 2002.    |
| Johnny Sack je bijesan na Ralpha nakon što je čuo za neumjesnu šalu na račun težine svoje žene Ginny. Carmelu počne privlačiti Furio koji priređuje kućnu zabavu. Tony se brine da će Meadow odustati od karijere nakon što se prijavila kao volonterka u pravničkoj firmi. |                                    |                     | |                       |
| 4-05 (44) | "Pie-O-My"                         | Henry J. Bronchtein | Robin Green & Mitchell Burgess | 13. listopada 2002.   |
| Ralph ulaže novac u trkaćeg konja za kojeg se Tony sentimentalno veže. Štiteći samu sebe od zatvorske kazne, Adriana upoznaje novu agenticu FBI-a, Robyn Sanseverino. Carmelino inzistiranje da se upozna s kućnim financijama otežava njezin odnos s Tonyjem. Janice se sprijateljuje s Bobbyjem Bacalom.                                                                                 |                                    |                     | |                       |
| 4-06 (45) | "Everybody Hurts"                  | Steve Buscemi       | Michael Imperioli | 20. listopada 2002.   |
| Christopherova ovisnost o heroinu nastavlja ometati njegove odluke. Tony saznaje za veliki napredak u životu Glorie Trillo što mu popravlja raspoloženje. Nakon što je neuspješno posudio novac, Artie Bucco pokuša izvršiti samoubojstvo. A.J. ostaje iznenađen ogromnim bogatstvom svoje nove djevojke.                                                                                  |                                    |                     | |                       |
| 4-07 (46) | "Watching Too Much Television"     | John Patterson      | Razrada: Terence Winter i Nick Santora; Priča: David Chase & Robin Green & Mitchell Burgess & Terence Winter                                 | 27. listopada 2002.   |
| Nakon nekoliko mjeseci u zatvoru, Paulie je oslobođen, a obitelj mu priređuje zabavu u Bada Bingu. Tony i Ralph izraze zanimanje za prijevaru vladinog ureda. Adriana se očajnički želi zaručiti za Christophera, ali samo kako bi mogla iskoristiti bračnu privilegiju. |                                    |                     | |                       |
| 4-08 (47) | "Mergers and Acquisitions"         | Dan Attias          | Razrada: Lawrence Konner; Priča: David Chase & Robin Green & Mitchell Burgess & Terence Winter                                               | 3. studenog 2002.     |
| Tony razmišlja o početku nove izvanbračne afere. Paulie je zabrinut za svoju majku Nucci Gualtieri nakon što se preselila u Green Grove. Furio zatraži savjet kako se nositi s osjećajima prema Carmeli. |                                    |                     | |                       |
| 4-09 (48) | "Whoever Did This"                 | Tim Van Patten      | Robin Green & Mitchell Burgess | 10. studenog 2002.    |
| Stric Junior se hvata za moguću rupu u zakonu u svojem neriješenom suđenju. Ralph zapada u očaj nakon što njegov sin Justin zadobije ranu opasnu po život. Tony se brutalno osvećuje nakon sumnjivog požara u staji. Christopher pomaže Tonyju u nestanku Ralphova tijela. |                                    |                     | |                       |
| 4-10 (49) | "The Strong, Silent Type"          | Alan Taylor         | Razrada: Terence Winter i Robin Green & Mitchell Burgess; Priča: David Chase                                                                 | 17. studenog 2002.    |
| Tony planira intervenciju kako bi suočio Christophera s njegovom ovisnošću. Furio se pokuša distancirati od Carmele. Johnny Sack pokuša izvesti prijevaru Ureda građevinarstva i urbanog razvoja. |                                    |                     | |                       |
| 4-11 (50) | "Calling All Cars"                 | Tim Van Patten      | Razrada: David Chase i Robin Green & Mitchell Burgess i David Flebotte; Priča: David Chase & Robin Green & Mitchell Burgess & Terence Winter | 24. studenog 2002.    |
| Tony razmišlja o reakciji nakon što sazna kako Carmine Lupertazzi želi svoj dio u građevinskoj prijevari. Pokušaj Strica Juniora da izbjegne suđenje propada. Janice pokuša skrenuti pozornost Bobbyja Bacale od tuge koja ga neprestano opsjeda. Dr. Melfi se suočava s mogućim gubitkom pacijenta.                                                                                       |                                    |                     | |                       |
| 4-12 (51) | "Eloise"                           | Terence Winter      | James Hayman | 1. prosinca 2002.     |
| Furio se bez najave vraća u Italiju, izazvavši Tonyjev gnjev i Carmelinu tugu. Carmineov restoran nađe se na meti vandala. Meadowin godišnji ručak s Carmelom pretvara se u svađu. Paulie i Silvio se svađaju zbog osjećaja. Johnny Sack prezentira Tonyju potencijalno opasan plan. |                                    |                     | |                       |
| 4-13 (52) | "Whitecaps"                        | John Patterson      | Robin Green & Mitchell Burgess i David Chase                                                                                                 | 8. prosinca 2002.     |
| Okončava se Juniorovo suđenje. Pokušavši razvedriti Carmelu, Tony daje ponudu za kuću na obali, ali njegovi se pokušaji spašavanja braka izjalove. Nakon promjene planova, Christopher se mora pobrinuti za dvojicu unajmljenih plaćenih ubojica. |                                    |                     | |                       |

### Sezona 5: 2004.
| # | Naslov                         | Redatelj          | Scenarist(i)                                 | Originalno emitiranje |
| --- | ------------------------------ | ----------------- | -------------------------------------------- | --------------------- |
| 5-01 (53) | "Two Tonys"                    | Tim Van Patten    | Terence Winter i David Chase                 | 7. ožujka 2004.       |
| Tony pokušava pokazati svoju drugu stranu dr. Melfi, ali biva odbijen; Carmela i A.J. u dvorištu ugledaju medvjeda. Christopher i Paulie se posvađaju nakon spominjanja "incidenta u Pine Barrensu". Pojavljuje se moguća borba za prevlast u njujorškoj mafiji.   |                                |                   |                                              |                       |
| 5-02 (54) | "Rat Pack"                     | Alan Taylor       | Matthew Weiner                               | 14. ožujka 2004.      |
| Iz zatvora su oslobođeni mafijaši iz njujorške i jerseyske ekipe zatvoreni u osamdesetima. Među njima je i Tonyjev rođak Tony Blundetto; u njihovu se čast organizira zabava dobrodošlice. U New Yorku se razbuktava borba za prevlast nakon smrti šefa obitelji.  |                                |                   |                                              |                       |
| 5-03 (55) | "Where's Johnny?"              | John Patterson    | Michael Caleo                                | 21. ožujka 2004.      |
| Boležljivi Junior daje se u potragu za izvjesnim pokojnikom. Tonyjev plan za podjelu moći u New Yorku ne sviđa se Johnnyju Sacku. Paulie i Michele "Feech" La Manna sukobe se oko teritorija za košenje trave.                                                     |                                |                   |                                              |                       |
| 5-04 (56) | "All Happy Families..."        | Rodrigo Garcia    | Toni Kalem                                   | 28. ožujka 2004.      |
| A.J. provodi ludu noć u New Yorku što Carmelu nagna da ga privremeno pošalje ocu; nakon niza prekršaja, Tony rješava problem s Feechom La Mannom. Prema zapovijedima Johnnyja Sacka, u New Yorku se prolijeva prva krv.                                            |                                |                   |                                              |                       |
| 5-05 (57) | "Irregular Around the Margins" | Allen Coulter     | Robin Green & Mitchell Burgess               | 4. travnja 2004.      |
| Za vrijeme Christopherova poslovnog izbivanja, prometna nesreća Tonyja i Adriane izaziva glasine u obitelji. Podižu se tenzije, sve dok Tony Blundetto ne ponudi rješenje koje spašava obraz svih uključenih.                                                      |                                |                   |                                              |                       |
| 5-06 (58) | "Sentimental Education"        | Peter Bogdanovich | Matthew Weiner                               | 11. travnja 2004.     |
| Carmela postavlja uvjete za A.J.-ev povratak u obiteljsku kuću, dok u isto vrijeme započinje vezu sa školskim savjetnikom Robertom Weglerom, nakon čega otkriva neke neugodnosti; propada pokušaj Tonyja Blundetta da vodi pošten život.                           |                                |                   |                                              |                       |
| 5-07 (59) | "In Camelot"                   | Steve Buscemi     | Terence Winter                               | 18. travnja 2004.     |
| Tony upoznaje staru ljubavnicu svoga oca Fran Feltstein i saznaje neke problematične detalje o svom ocu - i ljubimcu iz djetinjstva; Junior zapada u depresiju nakon posjeta nekoliko pogreba. Christopher 'pomaže' svojem sponzoru iz Anonimnih alkoholičara.     |                                |                   |                                              |                       |
| 5-08 (60) | "Marco Polo"                   | John Patterson    | Michael Imperioli                            | 25. travnja 2004.     |
| Carmela organizira proslavu 75. rođendana za svog oca Hugha te se pomiruje s Tonyjem; kako sukob u New Yorku eskalira, Tonyju Blundettu prilazi stari saveznik Angelo Garepe.                                                                                      |                                |                   |                                              |                       |
| 5-09 (61) | "Unidentified Black Males"     | Tim Van Patten    | Matthew Weiner i Terence Winter              | 2. svibnja 2004.      |
| Meadow sređuje posao svojem dečku; Tony dr. Melfi prizna istinu o uhićenju njegova rođaka. Tony i Carmela dobivaju iznenađujuće novosti. |                                |                   |                                              |                       |
| 5-10 (62) | "Cold Cuts"                    | Mike Figgis       | Robin Green & Mitchell Burgess               | 9. svibnja 2004.      |
| Janice nakon incidenta s drugim roditeljem na Sophinoj nogometnoj utakmici počne pohađati tečaj kontrole bijesa; Tony Blundetto i Christopher posjećuju farmu njihova strica kako bi iskopali mrtva tijela, što kod njih izaziva neugodna sjećanja iz djetinjstva. |                                |                   |                                              |                       |
| 5-11 (63) | "The Test Dream"               | Allen Coulter     | David Chase i Matthew Weiner                 | 16. svibnja 2004.     |
| Tony se prijavljuje u Hotel Plaza kako bi se odmorio i opustio, ali proživljava jednu od svojih čestih noćnih mora. Tony Blundetto poduzme neodobrenu akciju koja potencijalno može uvući Jersey u sukob u New Yorku.                                              |                                |                   |                                              |                       |
| 5-12 (64) | "Long Term Parking"            | Tim Van Patten    | Terence Winter                               | 23. svibnja 2004.     |
| Nakon što pokuša prikriti ubojstvo, Adriana se suoči s povećanim zahtjevima FBI-a s tragičnim posljedicama; Tony se pomiruje s Carmelom. Nakon što se zatraži glava Tonyja Blundettoa, Tony se zauzme za svojeg rođaka.                                            |                                |                   |                                              |                       |
| 5-13 (65) | "All Due Respect"              | John Patterson    | David Chase i Robin Green & Mitchell Burgess | 6. lipnja 2004.       |
| Pod pritiskom sve žešćih zahtjeva, Tony biva prisiljen donijeti tešku odluku kako bi udovoljio svima uključenima. A.J. razvija svoju poslovnu oštroumnost. Završava borba za prevlast u New Yorku.                                                                 |                                |                   |                                              |                       |

### Sezona 6: 2006. – 2007.
| 1. dio |                                        |                |                                                                |                       |
| # | Naslov                                 | Redatelj       | Scenarist(i)                                                   | Originalno emitiranje |
| --- | -------------------------------------- | -------------- | -------------------------------------------------------------- | --------------------- |
| 6-01 (66) | "Members Only"                         | Tim Van Patten | Terence Winter                                                 | 12. ožujka 2006.      |
| Eugene Pontecorvo je ograničen obvezama koje mu ne dopuštaju da se preseli na Floridu. Hesh i njegov zet postaju žrtve brutalnog napada. FBI izgubi doušnika Raymonda Curtoa iz Tonyjeve mreže pa počne tražiti zamjenu. Sve gore mentalno stanje Strica Juniora dovodi do šokantnih rezultata.                                                                             |                                        |                |                                                                |                       |
| 6-02 (67) | "Join the Club"                        | David Nutter   | David Chase                                                    | 19. ožujka 2006.      |
| Tony tijekom putovanja kroz svoju podsvijest pretrpi gubitak identiteta. Obitelj se mora baviti situacijom s njim i Juniorom. A.J. se trudi biti uz obitelj, iako priznaje Carmeli svoj potpuni neuspjeh na koledžu. |                                        |                |                                                                |                       |
| 6-03 (68) | "Mayham"                               | Jack Bender    | Matthew Weiner                                                 | 26. ožujka 2006.      |
| Silvio podijeli dobitak iz Pauliejeva posljednjeg plijena i riješava povredu teritorija između Bobbyja i Vita. Carmela se okreće neočekivanom izvoru za pomoć s A.J.-em. Christopher ponovno oživljava svoju dugogodišnju filmsku ambiciju. Tonyjevo se stanje neočekivano popravlja.                                                                                       |                                        |                |                                                                |                       |
| 6-04 (69) | "The Fleshy Part of the Thigh"         | Alan Taylor    | Diane Frolov & Andrew Schneider                                | 2. travnja 2006.      |
| Tony i Johnny Sack se prepiru oko budućnosti Barone Sanitationa. Tony među drugim bolničkim pacijentima pronalazi humor i prijateljstvo. Bobby Bacala sklapa dogovor s reperom u usponu. Paulie ostaje šokiran otkrićem svoje tetke; kasnije u lovu na novac zaobilazi Tonyjev autoritet.                                                                                   |                                        |                |                                                                |                       |
| 6-05 (70) | "Mr. & Mrs. John Sacrimoni Request..." | Steve Buscemi  | Terence Winter                                                 | 9. travnja 2006.      |
| Johnny Sack podnosi zahtjev za odlazak na vjenčanje svoje kćeri Allegre Marie. Tony angažira novog vozača i tjelohranitelja, Perryja Annunziatu; nastavlja svoju terapiju s dr. Melfi. Na vjenčanju, Johnny vrši pritisak na Tonyja da mu učini uslugu. |                                        |                |                                                                |                       |
| 6-06 (71) | "Live Free or Die"                     | Tim Van Patten | David Chase & Terence Winter i Robin Green & Mitchell Burgess  | 16. travnja 2006.     |
| Tony traži savjet da li čovjeku koji mu donosi najviše zarade pružiti drugu priliku te rješava lokalnu razmiricu. Christopher obavlja razne pojedinosti kako bi pokrenuo Tonyjev dogovor s Johnnyjem Sackom. Nakon što njegova seksualna orijentacija postane poznata, Vito pobjegne u New Hampshire kako bi započeo novi život.                                            |                                        |                |                                                                |                       |
| 6-07 (72) | "Luxury Lounge"                        | Danny Leiner   | Matthew Weiner                                                 | 23. travnja 2006.     |
| Artiejev posao ugrožava rivalski restoran i skandal s osobljem kojeg je isprovocirao Benny Fazio; Christopher i Little Carmine traže holivudske glumce kako bi pokrenuli svoju filmsku pustolovinu, ali shvaćaju kako to nije njihova razina. |                                        |                |                                                                |                       |
| 6-08 (73) | "Johnny Cakes"                         | Tim Van Patten | Diane Frolov & Andrew Schneider                                | 30. travnja 2006.     |
| Tony privlači ponuda za nekretninu, a i prodavačica koja mu prezentira ponudu. Još uvijek se skrivajući, Vita zapanji herojski čin. A.J. posjećuje Juniora, s iznenađujućim rezultatima i za njega i njegova oca. |                                        |                |                                                                |                       |
| 6-09 (74) | "The Ride"                             | Alan Taylor    | Terence Winter                                                 | 7. svibnja 2006.      |
| Christopher iznenadi svoju novu djevojku i ponovno se vraća starim navikama. Paulie plaća cijenu rezanja troškova Talijanskog uličnog sajma i saznaje da možda ima rak. Tony i Chris nakon susreta s lopovima primjenjuju "staru školu". |                                        |                |                                                                |                       |
| 6-10 (75) | "Moe n' Joe"                           | Steve Shill    | Matthew Weiner                                                 | 14. svibnja 2006.     |
| Tonyjevo iskorištavanje Johnnyjeve nesreće isplaćuje se njegovoj sestri; Bobby tijekom ubiranja novca zadobije tešku ozljedu oka. Vito ispriča Jimu o svojem prošlom životu i donese važnu odluku o svojoj budućnosti, kao i Johnny Sack. |                                        |                |                                                                |                       |
| 6-11 (76) | "Cold Stones"                          | Tim Van Patten | Diane Frolov & Andrew Schneider i David Chase                  | 21. svibnja 2006.     |
| Ekipu pogađa ludilo posuđivanja novca; tijekom puta u Pariz s Rosalie, Carmela razmišlja o filozofskim temama, što je nagna da postavi teška pitanja o licu iz prošlosti; Meadow najavljuje planove o selidbi u Kaliforniju. Vito se vraća u New Jersey. |                                        |                |                                                                |                       |
| 6-12 (77) | "Kaisha"                               | Alan Taylor    | Terence Winter i David Chase & Matthew Weiner                  | 4. lipnja 2006.       |
| Tony pomaže Carmeli da opet pokrene planove s kućom na obali dok Chris nastavlja ondje gdje je Tony stao. A.J. se na poslu spetlja s kolegicom Blancom Selgado. |                                        |                |                                                                |                       |
| 2. dio |                                        |                |                                                                |                       |
| 6-13/1 (78) | "Soprano Home Movies"                  | Tim Van Patten | Diane Frolov & Andrew Schneider i David Chase & Matthew Weiner | 8. travnja 2007.      |
| Nakon upozoravajućeg poziva o optužbi za posjedovanje oružja, Tony i Carmela za vikend odlaze u Adirondacks s Bobbyjem i Janice kako bi proslavili Tonyjev rođendan. Partija Monopolyja pretvori se u nasilje, a Bobby učini nešto za što nikad nije pomislio da je sposoban. Phil Leotardo vraća se svojoj ekipi.                                                          |                                        |                |                                                                |                       |
| 6-14/2 (79) | "Stage 5"                              | Alan Taylor    | Terence Winter                                                 | 15. travnja 2007.     |
| Na premijeri Christopherova horor filma Sjekira umjetnost imitira život, što navodi Tonyja da preispita svoj odnos s nećakom i svoju vlastitu ostavštinu. Johnny Sack u zatvoru dobiva još loših vijesti dok Phil analizira povijest svoje obitelji i svoju budućnost. Večera Silvija i Gerryja Torciana grubo se prekida dok se razne figure u New Yorku bore za prevlast. |                                        |                |                                                                |                       |
| 6-15/3 (80) | "Remember When"                        | Phil Abraham   | Terence Winter                                                 | 22. travnja 2007.     |
| Tony i Paulie odluče se pritajiti budući da se situacija u Jerseyju nije nimalo ugodna. Tony je frustiran Pauliejem te počinje propitivati njegovu odanost dok Junior ponovno otkriva neke svoje stare strasti kad s ostalim pacijentima organizira partiju pokera. Phil odlučuje zadržati svoju šefovsku poziciju u New Yorku.                                             |                                        |                |                                                                |                       |
| 6-16/4 (81) | "Chasing It"                           | Tim Van Patten | Matthew Weiner                                                 | 29. travnja 2007.     |
| Tony redovito gubi novac na kocki, što stvara poteškoće između njega i Hesha. A.J. donosi veliku odluku u pogledu svoje veze s Blancom, koja i sama donosi važnu odluku. Vitova udovica Marie zatraži pomoć od Tonyja za svojeg sina koji je postao delikvent. Carmela ostvaruje daljnji napredak s kućom na obali, a Phil biva inauguriran u New Yorku.                    |                                        |                |                                                                |                       |
| 6-17/5 (82) | "Walk Like a Man"                      | Terence Winter | Terence Winter                                                 | 6. svibnja 2007.      |
| AJ se muči s depresijom. Christopherov punac postaje katalizator novog sukoba između Christophera i Paulieja. |                                        |                |                                                                |                       |
| 6-18/6 (83) | "Kennedy and Heidi"                    | Alan Taylor    | Matthew Weiner i David Chase                                   | 13. svibnja 2007.     |
| Neriješeno pitanje odlaganja azbesta stvara tenzije između Jerseyja i New Yorka. Prometna nesreća dovodi do tragedije. A.J. preispituje svoje prijateljstvo s dvojicom Jasona. Tony putuje u Las Vegas, gdje upoznaje zanimljivu ženu i doživljava otkriće. |                                        |                |                                                                |                       |
| 6-19/7 (84) | "The Second Coming"                    | Tim Van Patten | Terence Winter                                                 | 20. svibnja 2007.     |
| Phil odbije Tonyjevu ponudu za kompromisno rješenje pitanja odlaganja azbesta. A.J.-ev očaj o svijetu i svojoj budućnosti dovodi ga na rub. Tony se osvećuje zbog uvrede koju je jedan član obitelji Lupertazzi uputio Meadow, a posljedice dalje šire razdor između Tonyja i Phila Leotarda.                                                                               |                                        |                |                                                                |                       |
| 6-20/8 (85) | "The Blue Comet"                       | Alan Taylor    | David Chase i Matthew Weiner                                   | 3. lipnja 2007.       |
| Phil upita jednog od članova obitelji iz New Jerseyja da zamijeni strane, testirajući tako glasine o onima najbliskijima Tonyju. Slučaj zamjene identiteta donosi ozbiljne posljedice. Napeta situacija između obitelji DiMeo i Lupertazzi eskalira. Dr. Melfi dobiva neke nove informacije i donosi tešku odluku.                                                          |                                        |                |                                                                |                       |
| 6-21/9 (86) | "Made in America"                      | David Chase    | David Chase                                                    | 10. lipnja 2007.      |
| Tony pokuša dogovoriti primirje s obitelji Lupertazzi, dok u isto vrijeme sklanja obitelj na sigurno. Paulie dobiva promociju. Meadow i Patrick planiraju svoje vjenčanje. A.J. pretrpi gubitak i uz pomoć roditelja okreće novu stranicu u životu. Tony se suočava s Juniorom. Obitelj Soprano suočava se s budućnošću.                                                    |                                        |                |                                                                |                       |